# Walk Like an Egyptian
Singles de The Bangles
If She Knew What She Wants
(1986) Walking Down Your Street
(1986)
Walk Like an Egyptian est une chanson du groupe The Bangles issue de l'album Different Light. Liam Sternberg écrivit la chanson après avoir vu des gens sur un ferry tentant maladroitement de garder leur équilibre, qui lui rappela des personnages dans les reliefs de l'Égypte antique.
Walk Like an Egyptian fut publié en tant que 3e single de l'album Different Light. Le single se classa à la première position au Billboard Hot 100 le 20 décembre 1986. Au Royaume-Uni, la chanson entra dans les charts britanniques le 13 septembre 1986 à la 72e position et atteignit la meilleure place le 1er novembre 1986 à la 4e position.
La chanson se plaça à la seconde place en Nouvelle-Zélande le 25 janvier 1987 précédée par Gwen Guthrie avec la chanson Ain't Nothin' Goin' on But the Rent. En France, le single se classa à la 15e position le 9 mai 1987.

## Reprises
La chanson est reprise dans le générique de fin du film franco-allemand Astérix et Obélix : Mission Cléopâtre (2002).
Elle est reprise dans le générique de fin du film d'animation JoJo's Bizarre Adventure pour l'arc Stardust Crusaders.
Le titre est repris en lead single pour la sortie du Best-Of des L5 en 2006.
Elle est reprise plusieurs fois dans le film d'animation Sacrées Momies sorti en 2023.

## Performance dans les hits-parades
| Classement (1986/1987)                     | Meilleure position |
| ------------------------------------------ | ------------------ |
| Allemagne (Media Control AG)               | 1                  |
| Autriche (Ö3 Austria Top 40)               | 6                  |
| Belgique (VRT Top 30)                      | 1                  |
| Canada (RPM Top 100 Singles)               | 1                  |
| France (SNEP)                              | 9                  |
| Irlande (Irish Recorded Music Association) | 2                  |
| Nouvelle-Zélande (RMNZ)                    | 2                  |
| Pays-Bas (Nederlandse Top 40)              | 1                  |
| Royaume-Uni (UK Singles Chart)             | 3                  |
| Suisse (Schweizer Hitparade)               | 8                  |
| États-Unis (Hot 100)                       | 1                  |
| États-Unis (Dance Club Songs)              | 46                 |